# Pano
Pano – grupa plemion indiańskich zamieszkujących w okresie prekolumbijskim wschodnie Peru (region Montaña), północną Boliwię (dorzecze Madre de Dios i Mamoré) oraz zachodnią Brazylię (stan Rondônia).
Współcześnie koncentrują się na pograniczu boliwijsko-brazylijskim oraz nad rzeką Ukajali.
Prowadząc półkoczowniczy tryb życia, zajmują się głównie zbieractwem, myślistwem, rybołówstwem i żarową uprawą ziemi.